# Поблано (паприка)
Поблано (шп. Poblano) је блага чили паприка, пореклом из града Пуебле, Мексика. Када се осуши назива се ancho или chile ancho, од шпанске речи ancho (''широко''). Пуњена у свежем и прженом облику популарна је у јелу Chile relleno. И ако поблано има благ укус, повремено и непредвидиво може имати значајну љутину. Извештено је да се различите паприке из исте биљке значајно разликују у интензитету љутине. Зрео црвени поблано је знатно љући и ароматичнији од мање зрелог, зеленог поблана.
Уско сродна сорта је мулато, која је тамније боје, слађег укуса и мекше текстуре.

## Раст
Грм има више стабљики и може достићи висину од 64 cm. Плод је дугачак од 7,6 до 15 cm, а широк од 5 до 8 cm. Незрео поблано је тамно љубичасто-зелене боје, али зрели плодови на крају постају толико црвене тамне боје да су готово црни. Поблано расте у зонама тврдоће 10–12 и најбоље расте на тлу са pH вредношћу између 7,0 и 8,5. Плод обично захтева пуно сунчеве светлости и можда ће му требати додатна подршка током бербе крајем лета. Поблану треба око 200 дана од садње до бербе да порасте и захтева температуре тла од најмање 18° C да би семе клијало.

## Употреба
Методе припреме укључују: сушено, пуњено, у моле сосу или премазано размућеним јајетом (капеадо) и пржено. Нарочито је популаран током мексичких свечаности независности као јело Chiles en nogada, које садржи зелене, беле и црвене састојке који одговарају бојама мексичке заставе. Ово се може сматрати једним од најсимболичнијих јела Мексика од стране својих држављана. Такође се обично користи у широко нађеном јелу Chile relleno. Поблано је популаран у Сједињеним Америчким Државама, а може се наћи у продавницама прехрамбених производа у државама које се граниче са Мексиком и у урбаним срединама.
После пржења и љушћења (што побољшава текстуру уклањањем воштане коже), поблано паприке се конзервирају конзервирањем или замрзавањем. Чување у херметички затвореним контејнерима чува их неколико месеци. Кад се осуши, поблано постаје широка, равна махуна у облику срца која се назива Chile ancho (дословно „широко чиле“ или „широко чиле“). Ови осушени анцхо цхилес често се мељу у прах који се користи као арома у разним јелима.
„Поблано“ је такође реч за становника Пуебле, а Моле поблано односи се на зачињени чоколадни чили сос пореклом из Пуебле.

## Галерија
- Свежа поблано паприка
- Осушени поблано ''chile ancho''